# Ostatni władca Pierścienia
Ostatni władca Pierścienia (Ostatni powiernik Pierścienia, oryg. ros. После́дний Кольцено́сец) – powieść autorstwa Kiriłła Jeśkowa opublikowana w 1999, osadzona w stworzonej przez J.R.R. Tolkiena mitologii Śródziemia, sequel Władcy Pierścieni.
Jest to historia wojny o Pierścień widzianej oczami żołnierzy armii Saurona. Jeśkow napisał opowieść o starciu dwóch cywilizacji: kraju w przededniu rewolucji przemysłowej (Mordor) i władców feudalnych oraz czarowników broniących status quo. Podstawowe fakty są zgodne z tekstem Tolkiena, jednak przyczyny konfliktu, charakter postaci i szczegóły zdarzeń różnią się zasadniczo. W książce można znaleźć odniesienia do powieści Tolkiena wskazujące na to, że sposób przedstawienia historii z perspektywy elfów i ludzi wynikał z ich potrzeb propagandowych.
Fabuła zaczyna się po bitwie na polach Pelennoru. Dwóch uciekinierów z rozbitej armii Mordoru, konsyliarz polowy Haladdin i kapral Cerleg, przedziera się przez pustynię do domu. Po drodze ratują przed śmiercią barona Tangorna, Gondorczyka, który przeciwstawił się zbrodniom wojennym, jakie dokonywali w Ithilien najemnicy pod dowództwem elfa. Podczas postoju dochodzi do spotkania Haladdina z Nazgûlem Sharha-Raną, który powierza Haladdinowi misję zniszczenia połączenia świata magicznego – „Błogosławionego Królestwa” elfów i pozbawionego magii Śródziemia – świata ludzi. Można tego dokonać wrzucając do Orodruiny Zwierciadło (Zwierciadło Galadrieli) lub wszystkie palantíry. Haladdin zostaje wybrany, ponieważ jest całkowicie pozbawiony zdolności magicznych i przez to odporny na magię.
W wątkach pobocznych czytelnik poznaje przyczyny wojny o Pierścień, zarówno gospodarcze, geograficzne, jak i polityczne. Poznaje też udział Gandalfa w wywołaniu wojny, drogę do władzy Aragorna czy losy Faramira i Éowiny. W retrospekcjach przedstawiona jest alternatywna wersja kluczowych wydarzeń wojny o Pierścień, m.in. bitwy na polach Pelennoru, zdobycia Isengardu czy historii Jedynego Pierścienia.
Książka została przetłumaczona na kilka języków, jednak według Tolkien Estate jej komercyjna publikacja stanowi naruszenie praw autorskich. Powieść wydano również w języku polskim (w latach 2000, 2002 i w 2007, ostatnie wydanie pod tytułem: Ostatni powiernik Pierścienia).